# ATP Challenger Odrimont
Der ATP Challenger Odrimont (offiziell: Odrimont Challenger) war ein Tennisturnier, das 1989 einmal in Odrimont, Belgien, stattfand. Es gehörte zur ATP Challenger Tour und wurde im Freien auf Sand gespielt.

## Liste der Sieger

### Einzel
| Jahr | Sieger     | Finalgegner    | Ergebnis      |
| ---- | ---------- | -------------- | ------------- |
| 1989 | Bart Wuyts | Olivier Soules | 0:6, 6:3, 6:1 |

### Doppel
| Jahr | Sieger                            | Finalgegner                         | Ergebnis |
| ---- | --------------------------------- | ----------------------------------- | -------- |
| 1989 | Xavier Daufresne Denis Langaskens | Per Henricsson Srinivasan Vasudevan | 6:4, 6:2 |